# 케플러-8b
케플러-8b는 케플러 계획을 통해 2010년 1월 4일 발견된 다섯 개의 외계 행성 중 하나이다. 크기로 미루어 보아 목성과 비슷한 가스 행성에 항성과 가깝기 때문에 대기가 가열되어 부풀어 오른 부푼 행성으로 볼 수 있다. 이 행성은 다른 네 행성과 마찬가지로 행성이 별 표면을 지나가면서 별빛 일부를 가리는 현상을 이용한, 트랜싯법을 이용하여 발견되었다.

## 같이 보기
- 케플러-4b
- 케플러-5b
- 케플러-6b
- 케플러-7b